# Česká ragbyová extraliga 1998/1999
Extraliga 1998/1999 byla nejvyšší ragbyová liga mužů v České republice, hraná od podzimu 1998 do jara 1999. Vítězem se stalo mužstvo RC Sparta Praha a obhájilo tak předchozí titul. Klub RC Přelouč byl nucen po třech odehraných kolech odstoupit ze soutěže z důvodu nedostatku hráčů a z ekonomických důvodů. Zápasy byly anulovány.

## Tabulka po základní části
| Poř. | Tým                  | Z  | V | R | P | CB      | 4P | -7 | B* |
| ---- | -------------------- | -- | - | - | - | ------- | -- | -- | -- |
| 1.   | RC Říčany            | 12 | 9 | 0 | 3 | 272:164 |    |    | 30 |
| 2.   | RC Sparta Praha      | 12 | 8 | 1 | 3 | 331:166 |    |    | 29 |
| 3.   | RC Tatra Smíchov     | 12 | 7 | 0 | 5 | 260:165 |    |    | 26 |
| 4.   | TJ Praga             | 12 | 5 | 1 | 6 | 260:209 |    |    | 23 |
| 5.   | RC RealSpektrum Brno | 12 | 4 | 2 | 6 | 213:283 |    |    | 22 |
| 6.   | JIMI RC Vyškov       | 12 | 4 | 0 | 8 | 194:353 |    |    | 20 |
| 7.   | RC Slavia Praha      | 12 | 3 | 0 | 9 | 169:363 |    |    | 18 |

## Finálová skupina

### Semifinále
RC Sparta Praha – RC Tatra Smíchov 36:28 a 30:9

RC Říčany – TJ Praga 44:14 a 24:7

### O 3. místo
RC Tatra Smíchov – TJ Praga 5:17, 30:20 a 23:10

### Finále
RC Říčany – RC Sparta Praha 5:18, 37:24 a 6:13

## Skupina o udržení
JIMI RC Vyškov – RC Slavia Praha 14:35

RC RealSpektrum Brno – RC Slavia Praha 43:0

RC RealSpektrum Brno – JIMI RC Vyškov 7:27

RC Slavia Praha – RC RealSpektrum Brno 7:54

JIMI RC Vyškov – RC RealSpektrum Brno 19:14

## Konečné pořadí
| Pořadí           | Tým                  |
| ---------------- | -------------------- |
| Zlatá medaile    | RC Sparta Praha      |
| Stříbrná medaile | RC Říčany            |
| Bronzová medaile | RC Tatra Smíchov     |
| 4.               | TJ Praga             |
| 5.               | RC RealSpektrum Brno |
| 6.               | RC Vyškov            |
| 7.               | RC Slavia Praha      |